# 早坂愛
早坂 愛（はやさか あい、1月10日 - ）は、日本の女性声優、舞台俳優。福岡県出身。

## 人物
以前はホーリーピークに所属していた。

## 出演

### テレビアニメ
2005年
- あまえないでよっ!!（2005年 - 2006年、悪霊、ウェイトレス、女子生徒、販売員、保母 他）- 2シリーズ
- うえきの法則（女生徒、小学生男子A、ローラ、ゴースト、ラビ）
- 地獄少女（2005年 - 2017年、級友、マネージャー、五反田、アズサ、綱渡り女、猛の母 他）- 4シリーズ

2006年
- シムーン（ヴューラ / ヴュラフ）
- プリンセス・プリンセス（女）

2007年
- CODE-E（2007年 - 2008年、店員、アナウンス、ミリスの母、操、京子の母、麻織の母 他）- 2シリーズ
- 逮捕しちゃうぞ フルスロットル（女子アナ、店員、婦人警官、女生徒、女性警官）
- しおんの王（育成会員A、同級生B、看護師、店員、坂井、ナース）
- 素敵探偵ラビリンス（女子生徒、花屋店員、婦警）

2008年
- 純情ロマンチカ（店員、忍の母、配達員、老婆、TVキャスター 他）- 2シリーズ
- 破天荒遊戯（少年）
- PERSONA -trinity soul-

2009年
- 07-GHOST（母親、精霊、子供B、妖精）

2010年
- GIANT KILLING（子ども、医者）

### 舞台
- 嵐になるまで待って